# Papel prensa

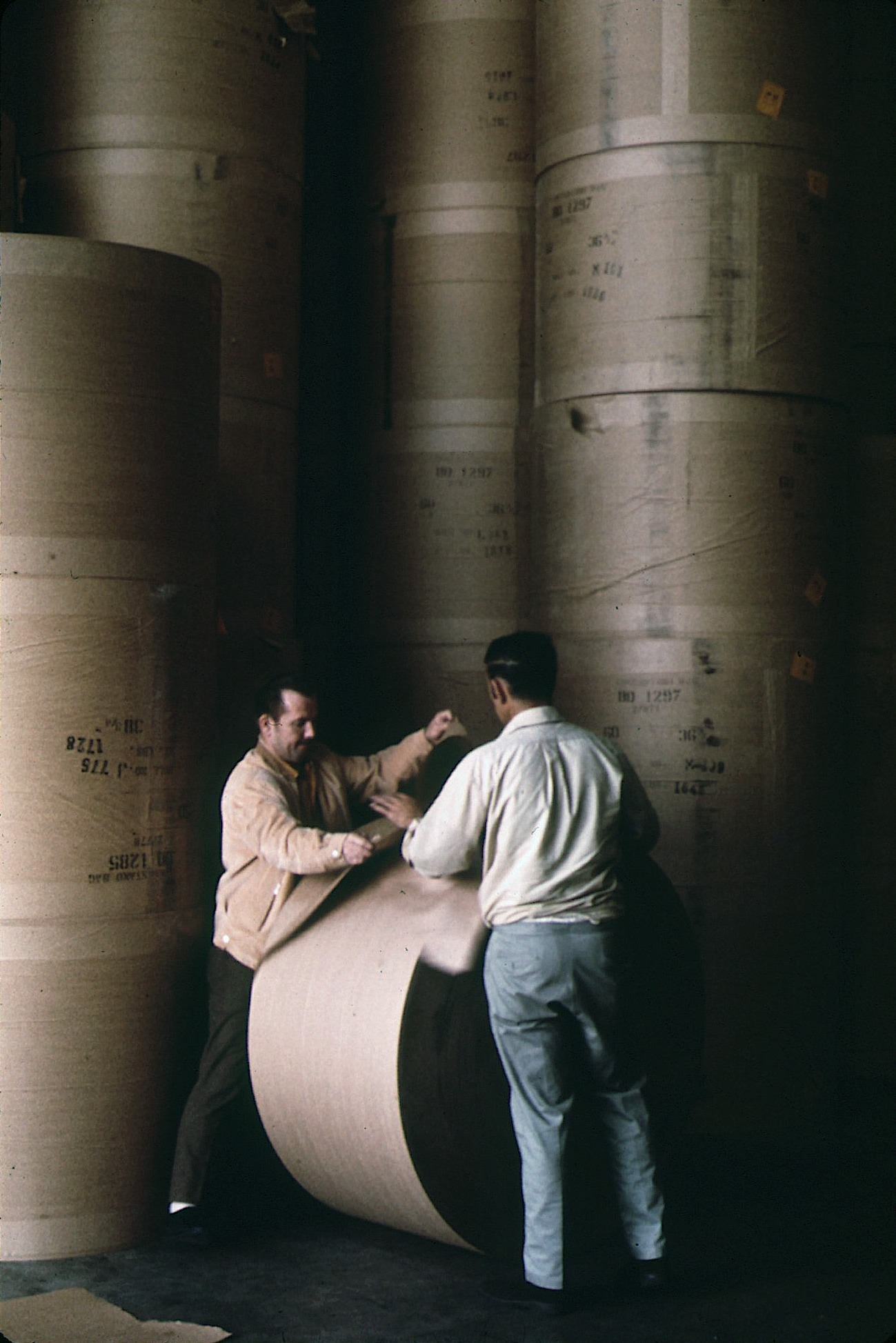
Papel prensa.

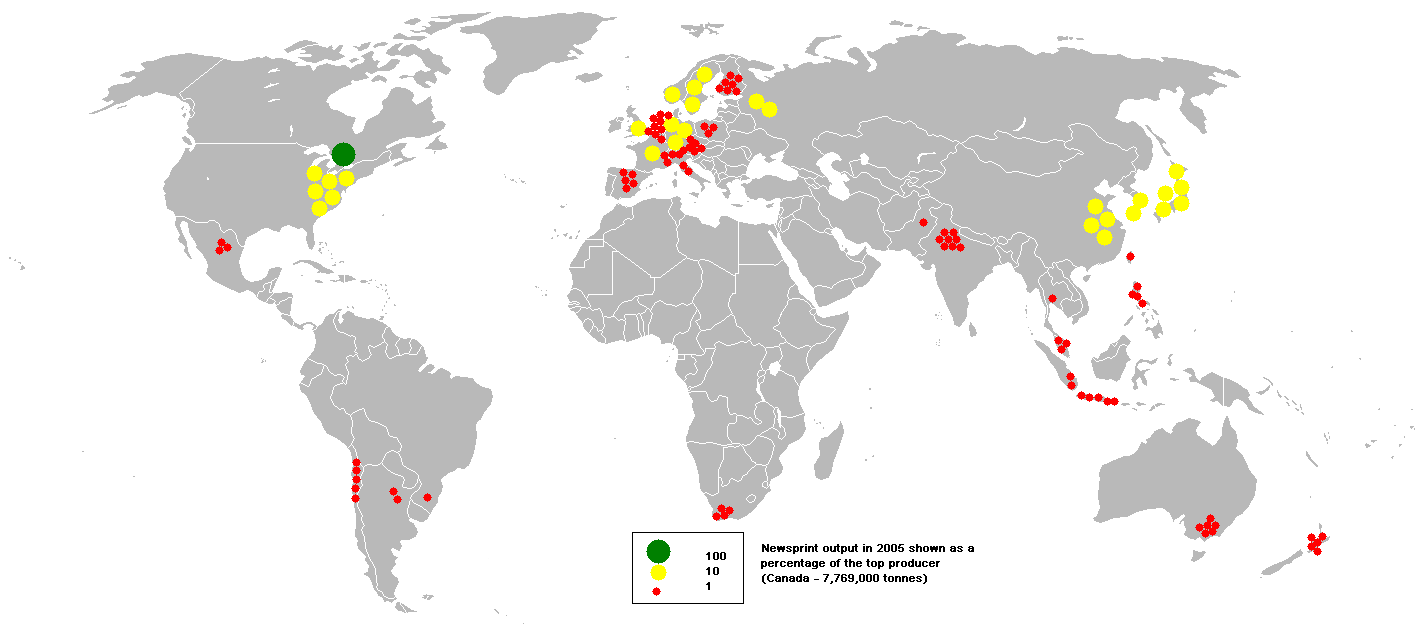
Producción mundial de papel prensa durante el año 2005.

El papel prensa o papel periódico es el tipo de papel utilizado para la impresión de periódicos. Está fabricado principalmente sobre la base de papel recuperado o de pasta mecánica. Puede ser blanco o ligeramente coloreado y su gramaje habitual oscila entre los 40 y los 52 g/m aunque puede llegar a 65 g/m.

## Historia
Hasta el siglo XV la escasez de papel impedía la difusión de información, pero más tarde, la abundancia de soporte papelero no era el cuello de botella para la producción de textos, sino la escasa velocidad de los escribientes. Este problema tuvo solución cuando en 1453 Gutenberg inventó la imprenta, señalando el momento a partir del cual la impresión de textos creció de manera exponencial. Esto determinó que los conocimientos de los sabios europeos circulasen a gran velocidad por todo el continente y supuso un avance espectacular en todos los campos del saber.
En el siglo XVI la técnica de fabricación del papel se introdujo en Inglaterra, y en el año 1680 los españoles fundaron la primera fábrica de producción de papel en el continente americano, en Culhuacan, México.
En Europa, durante este período, el mayor problema era el de satisfacer el volumen de producción demandado, pues hasta ese momento la materia prima utilizada en la fabricación de papel eran los trapos viejos de algodón u otras telas, lo cual suponía una serie de inconvenientes por la cantidad requerida de materia prima. Por esa razón, durante el siglo XVIII se hizo imprescindible la búsqueda de nuevas fuentes de materias primas para independizar la producción de la disponibilidad temporal de tejidos usados.
Hacia el año 1720 el francés Ferchault de Reaumur sugirió que podría utilizarse la madera como fuente de fibras vegetales para la obtención del papel. La lentitud en la fabricación de papel fue resuelta a finales de siglo, cuando apareció la primera máquina de producción continua de papel, inventada por Nicholas Robert y comercializada por los hermanos Fourdrinier. A partir de ese momento la velocidad de obtención de papel aumentó considerablemente, pudiéndose obtener grandes bobinas de papel en un proceso en cadena continuo, el cual era fácilmente transportable y utilizable por las editoriales.
A su vez, el problema de escasez de materias primas se acabó cuando en el año 1850 el alemán Friedrich Gottlob Séller concibió un método para obtener papel a partir de la pulpa de madera, método perfeccionado más tarde por los descubrimientos de técnicas de obtención de pulpa a partir de la madera mediante métodos químicos. A partir de estos descubrimientos, la producción de papel a gran escala y a precios económicos provocó la expansión de los nuevos métodos de obtención y el número de fábricas experimentó un aumento increíble. Este proceso llevó a la aparición de nuevos periódicos y revistas de amplia tirada, los libros aparecieron masivamente en todos los ámbitos sociales, sobre todo en la educación.
Durante todo el siglo XX, los métodos de obtención de papel no han sido modificados sustancialmente, pero sí la eficiencia, costo y el respeto al medio ambiente de los mismos, gracias al gran avance en nuevos materiales y la optimización de los procesos de fabricación (recuperación energética, recuperación de reactivos, cogeneración, entre otros).

## Fabricación
El papel y los productos materiales relacionados con él se elaboran a partir de fibras de celulosa presentes en las plantas. Estas fibras pueden provenir de diferentes vegetales: algodón, madera, paja de cereales, etc., pero actualmente la mayor parte de la producción mundial del papel proviene de la madera. Para fabricar el papel es necesario separar las fibras de celulosa, que están fuertemente unidas por lignina, y producir la pasta o pulpa.

### Producción de pulpa
Esta puede producirse básicamente a través de dos métodos diferentes, denominados métodos químicos y mecánicos.

#### Métodos químicos
En los métodos químicos, la madera es cocida en una solución de compuestos químicos. Existen dos procesos principales: el método alcalino y el método del sulfito; en general, ambos involucran el empleo de compuestos químicos que contienen azufre y es la emisión de compuestos azufrados la que da a las papeleras el clásico olor a huevo podrido.

##### Método alcalino
Los principales procesos son el del sulfato o kraft y el de la soda cáustica. En ambos, se realiza una cocción de las astillas o chips de madera en hidróxido de sodio, químico que se regenera, en el primer caso, usando sulfuro de sodio y, en el segundo, usando carbonato de sodio. 
El proceso kraft da lugar a una pasta marrón y produce emisiones tóxicas al aire, tales como dióxido de azufre -entre 1 y 3 kg por tonelada de pasta. El dióxido de azufre es uno de los principales responsables de la lluvia ácida y también del olor a huevo podrido, que entre otros motivos, ha provocado que países como Alemania prohibieran totalmente el proceso kraft. Las aguas residuales -licor negro- resultantes de la cocción de la madera son muy contaminantes y a menudo son tratadas, depuradas y recicladas para recuperar el sulfuro de sodio y la soda cáustica. En los efluentes líquidos se liberan restos de celulosa que se depositan en los fondos acuáticos acabando con la vida existente en ellos- y que son responsables de la alta demanda biológica de oxígeno (DBO) -por parte de los microorganismos que degradan las fibras- sofocando todo vestigio de vida alrededor de los caños de descarga. Parte de estos problemas disminuyen si los vertidos se someten a tratamientos biológicos. Las sales de aluminio empleadas para purificar el agua procesada son altamente tóxicas para ciertos peces. También puede haber contaminación adicional del aire si los residuos de la fabricación de la pasta son incinerados.

##### Método del sulfito
Existen varios métodos que involucran la cocción de las astillas en compuestos de sulfito. Este proceso produce una pasta más clara, débil y suave. Al igual que el proceso kraft, el del sulfito en general permite el reciclaje de los químicos empleados, pero la eficiencia de recuperación del ácido sulfúrico es menor que la de la soda cáustica. Se liberan alrededor de 5 kg de dióxido de azufre por tonelada de pasta producida.

#### Métodos mecánicos
En los métodos mecánicos, las fibras celulósicas se desgarran usando procedimientos mecánicos. El método de fabricación de la pasta es más eficiente que los anteriores en cuanto a la cantidad de pasta producida por unidad de madera empleada. La calidad de la pasta es menor y se usa principalmente para imprimir diarios o guías telefónicas. Las fábricas de pasta mecánica vierten resinas ácidas altamente tóxicas. Estas sustancias, a pesar de que existen también en la naturaleza, son difíciles de degradar y las fábricas de pasta mecánica requieren tratamientos biológicos bastante sofisticados. Pero, estas industrias no emiten compuestos de sulfuro.

### Blanqueo de la pasta
Para producir celulosa blanca pura, la pasta química debe ser blanqueada con removedores de lignina. La pasta mecánica -que contiene grandes cantidades de lignina- se aclara usualmente con peróxido de hidrógeno que cambia la estructura de la lignina y altera su color, pero no la elimina. En las tecnologías convencionales de blanqueo de la pasta química, la lignina se
degrada y remueve con la ayuda de gas cloro (Cl2). La pasta se blanquea luego en varias etapas que emplean dióxido de cloro (ClO2) e hipoclorito de sodio (lavandina, NaOCI).
Debido a que el gas cloro es extremadamente reactivo, se combina con la materia orgánica de la pasta y produce miles de nuevos
compuestos conocidos como organoclorados, los que incluyen dioxinas, furanos, clorofenoles y bencenos clorados).

## Tipos de papel prensa
Se distinguen dos tipos de papel prensa de acuerdo a su gramaje:
- El papel  estándar es el papel cuyo gramaje es de 48,8 g/m² y se produce para satisfacer las necesidades de las empresas periodísticas editoras de diarios.
- El papel periódico liviano es el papel cuyo gramaje es de 45,0 g/m², producido para responder a las necesidades de los rubros periodístico y publicitario (folletería, afiches, volantes) y editoras de guías telefónicas.
- En México también se usa el papel conocido como "Revolución" para imprimir diarios o periódicos.